# Khairi-Murat
Khairi-Murat és una serralada muntanyosa del districte d'Attock al Panjab (Pakistan) entre el riu Sohan i la serra de Kala-Chitta (de la que és paral·lela a uns 15 km al sud). S'inicia a uns 50 km de l'Indus i continua a l'est uns 38 km. Encara que antigament les muntanyes eren cobertes de vegetació el 1908 no en tenien excepte alguna zona reservada i lliure de pastures.